# 赵瑞君
赵瑞君（1970年1月—），汉族，北京人，中华人民共和国政治人物，现任中共红河州委书记，中国人民解放军云南省蒙自军分区党委第一书记。

## 生平
赵瑞君于1988年至1992年就读于北京航空航天大学制造工程系焊接工艺及设备专业，毕业后历任北航机械学院党总支副书记、大学招生就业处副处长、学生工作部部长、武装部部长、学生处处长等职；2007年至2015年，先后任职于中国国防科工委、国防工科局，历任国防工科委协作配套中心综合管理部部长、协作配套中心党委副书记、国防科工局机关服务局局长、国防科工局直属机关党委常务副书记等职；2015年至2016年，任西北工业大学党委常务副书记；直至2016年8月从北京调派云南，并任云南省政府副秘书长（正厅级）；2018年至2021年，任云南省商务厅厅长、党组书记；2021年9月，正式担任中共红河州委书记，并于同年10月任蒙自军分区党委第一书记。